# Cuando los hombres quedan solos
Cuando los hombres quedan solos es una película boliviana dirigida por el cineasta Fernando Martínez y protagonizada por David Santalla. Fue filmada el año 2018 en La Paz y Potosí, y estrenada en 2019. El filme destaca el estigma que dejó de la presencia de la Dictadura Militar en Bolivia.

## Sinopsis
Carlos, abuelo de Nena, fue partícipe paramilitar de una de las más fuertes dictaduras que vivió Bolivia, la dictadura de Luis García Meza en 1980. Hoy comparte su vida con sus dos hijos: Armando, policía, y Carlos, guardia de seguridad y padre de los niños Nena y Germán. Estos tres hombres comparten su vida con estos niños hasta el retorno de la madre, migrante a quien le ha ido bien y que tiene la firme intención de enfrentar lo que sea por llevarse a sus hijos. Esto provocará rupturas, desequilibrios y el desencadenamiento en la desolación total en los hombres, que no pueden expresar lo que sienten.

## Reparto
- David Santalla es Carlos Padre
- Carolina Ramírez es Viviana[4]
- Denise Mendieta es la esposa de Carlos Padre
- Ariel Vargas es Carlos Padre joven
- Fernando Arze es Carlos Hijo
- Toto Vega es Armando